# Petosse
Petosse är en kommun i departementet Vendée i regionen Pays de la Loire i västra Frankrike. Kommunen ligger i kantonen L'Hermenault som tillhör arrondissementet Fontenay-le-Comte. År 2022 hade Petosse 684 invånare.

## Befolkningsutveckling
Antalet invånare i kommunen Petosse
| Referens: INSEE |